# Édes évek
Az Édes évek Sztevanovity Zorán 1985-ben megjelent ötödik szólóalbuma, ami kizárólag régi Metro-dalok feldolgozásait tartalmazza.

## Történet
A felvétel az Omega Stúdióban készült Karácsony János zenei rendezésében és a Hungarotonnál jelent meg 1985-ben. Az albumon Zorán hatvanas évekbeli együttesének, a Metrónak újrahangszerelt slágerei hallhatóak. Olyan dalokat válogattak ki, amelyeket már a Metróban is Zorán énekelt (az együttesnek több énekese is volt), nem egynek pedig a szerzője is ő.
2004-ben újra kiadták CD-n, erre a változatra három további dal is felkerült: az 1976-os kislemez két dala és egy duett Kovács Katival.

## Közreműködők
- Sztevanovity Zorán – ének, akusztikus gitár
- Gőz László – harsona
- Karácsony János – gitár, akusztikus gitár, ének
- Lerch István – zongora, szintetizátor
- Lippényi Gábor – szintetizátor
- Presser Gábor – zongora
- Solti János – dob, ütőhangszerek
- Tóth Tamás – basszusgitár
- Király Éva – vokál
- Geri Edit – vokál
- Illy Dorka – vokál

### Produkció
- Kóbor János – hangmérnök
- Karácsony János – zenei rendező
- Díner Tamás – fotó
- Domé Eszter – grafika

## Az album dalai
Azokat a dalokat, amelyeknél a szerzők nincsenek megnevezve, Schöck Ottó és Sztevanovity Dusán írta.

### A oldal
1. Édes évek (Sztevanovity Zorán – S. Nagy István) – 2:24
2. Mi fáj? (Nikolics Ottó – Boros János) – 1:51
3. Feltámadtál – 2:38
4. Hómadár – 3:56
5. Egy szót se szólj – 3:29
6. Ne szólj rám – 3:18

### B oldal
1. Mária volt (Sztevanovity Zorán – Sztevanovity Dusán) – 2:26
2. Szobrok – 3:40
3. Gyémánt és arany – 3:18
4. Egy fiú és egy lány (Sztevanovity Zorán – Sztevanovity Dusán) – 2:45
5. Fehér sziklák (Fényes Szabolcs – S. Nagy István) – 2:53
6. Kócos ördögök (Sztevanovity Zorán – Sztevanovity Dusán) – 2:37

### Bónusz dalok a 2004-es CD-n
1. Könyörgés (Presser Gábor – Adamis Anna) – 2:52
2. Az legyél, akinek látszol (Presser Gábor – Adamis Anna) – 2:41
3. Játssz még! (Presser Gábor – Sztevanovity Dusán) – 4:34